# Delta (literă)

Litera grecească Delta, majusculă și minusculă

Delta (majusculă Δ, literă mică δ, în greacă Δέλτα, „delta”) este a patra literă a alfabetului grec.
În sistemul de numerație alfabetică greacă avea valoarea 4. Delta provine din litera feniciană  (dāleth). Din litera Delta au derivat ulterior litera D din alfabetul latin și litera Д din alfabetul chirilic.
Litera a fost folosită de OMS în 2021 pentru a numi o nouă tulpină a virusului SARS-Cov-2, care a provocat pandemia de COVID-19.